# Depesza emska

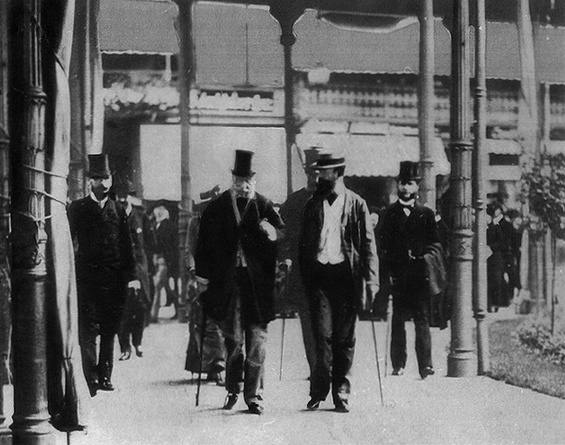
Wilhelm I Hohenzollern w Ems, 1870

Depesza emska – depesza wysłana 13 lipca 1870 z Ems, przez króla Prus Wilhelma I do kanclerza Rzeszy Ottona von Bismarcka.

## Historia
Wiadomość zawierała relację z rozmów Wilhelma I z ambasadorem Francji, w czasie których strona francuska starała się wymusić na Prusach zaniechania prób osadzenia na pustym wówczas tronie hiszpańskim Leopolda von Hohenzollerna, przedstawiciela dynastii, do której należał Wilhelm I. Król Prus odrzucił francuskie żądania i w pierwotnej depeszy uspokajał cesarza Francuzów Napoleona III Bonaparte, że nic nie wie o próbach sukcesji Hohenzollernów na tron hiszpański.
Bismarck przeredagował depeszę tak, by obrazić Francuzów i sprowokować ich do wypowiedzenia wojny Prusom. Jeszcze wieczorem tego samego dnia zmieniona treść depeszy została opublikowana w niemieckojęzycznej prasie. Reakcją Napoleona III było wypowiedzenie wojny (wojna francusko-pruska), które nastąpiło 19 lipca 1870.
| Depesza tajnego radcy Abeckena z Ems do Bismarcka | Treść depeszy zredagowanej przez Bismarcka i opublikowanej w prasie |
| --- | --- |
| JKM Król pisze mi: „Hr. Benedetti złapał mnie w ogrodzie spacerowym, aby w sposób, w końcu natarczywy, zażądać ode mnie, bym go upoważnił do natychmiastowego depeszowania, że zobowiązuję się po wsze czasy nie dać nigdy mego przyzwolenia, w wypadku jeżeli Hohenzollernowie znowu powrócą do wysuwania swojej kandydatury. Odmówiłem mu, w końcu w sposób nieco surowy, albowiem tego rodzaju zobowiązania na zawsze dawać nie można i nie należy. Powiedziałem mu przy tym, rzecz zrozumiała, że jeszcze nie otrzymałem żadnej wieści i że ponieważ on przez Paryż i Madryt wcześniej ode mnie jest poinformowany, wiedzieć może, że rząd mój znajduje się poza obrębem całej sprawy”. JKM otrzymał tymczasem pismo księcia [...]. Że zaś JKM powiedział hr. Benedettiemu, że oczekuje wiadomości od księcia, Najjaśniejszy Pan, ze względu na podane wyżej żądanie na przedstawienie hr. Eulenburga i moje, zdecydował się nie przyjmować więcej hr. Benedettiego, a tylko przez adiutanta polecić mu powiedzieć, że JKM otrzymał obecnie od księcia potwierdzenie wiadomości, jaką Benedetti już miał z Paryża i że nie ma nic więcej do powiedzenia ambasadorowi. JKM pozostawia do uznania Waszej Ekscelencji, czy nie należałoby podać do wiadomości naszych posłów, jak również zamieścić w prasie wiadomości o nowym żądaniu Benedettiego oraz o odrzuceniu tego żądania. | Kiedy wiadomość o zrzeczeniu się księcia Hohenzollern została przez królewsko-hiszpański rząd oficjalnie zakomunikowana gabinetowi cesarsko-francuskiemu, ambasador francuski zażądał w Ems od JKM upoważnienia do depeszowania do Paryża, że JKM król zobowiązuje się po wsze czasy nie dać nigdy swojego przyzwolenia w wypadku, jeżeli Hohenzollernowie zechcą powrócić do wysuwania swej kandydatury. JKM na to odmówił przyjęcia jeszcze raz ambasadora francuskiego i przez adiutanta urzędowo go zawiadomić polecił, że JKM nie ma nic więcej do zakomunikowania ambasadorowi. |